# Myrcia borhidii
Myrcia borhidii là một loài thực vật có hoa trong Họ Đào kim nương. Loài này được O.Muñiz mô tả khoa học đầu tiên năm 1977.